# Pharmig

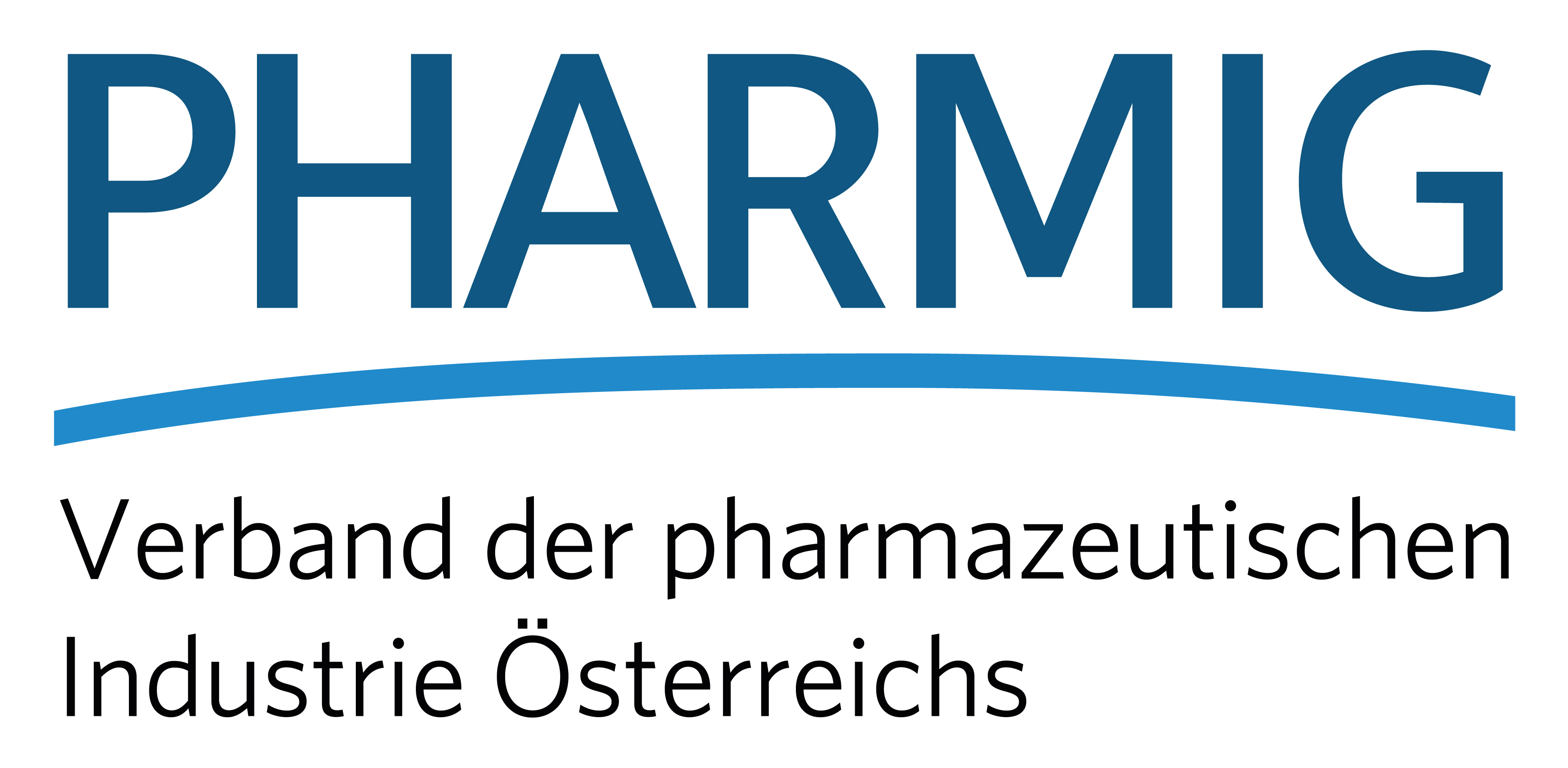
Logo der Pharmig

Die Pharmig – Verband der pharmazeutischen Industrie Österreichs ist eine Lobbyorganisation der Pharma-Industrie in Österreich und wurde 1954 gegründet. Die Pharmig hat ihren Sitz in Wien.
Der Verein hat rund 120 Mitgliedsunternehmen mit ca. 18.000 Mitarbeitern, die den österreichischen Arzneimittelmarkt zu gut 95 Prozent abdecken.
Der Verein gibt nach eigenen Angaben Impulse für Qualität und Versorgungssicherheit des Gesundheitswesens und setzt sich für die Stärkung des Pharma- und Forschungsstandorts Österreich ein und fordert faire, verlässliche und planbare Rahmenbedingungen für die pharmazeutische Industrie in Österreich ein.
Alle Funktionäre arbeiten ehrenamtlich. Präsident (Funktionsperiode 2019 bis 2022) ist Philipp von Lattorff. Oberstes Entscheidungsgremium ist der Vorstand, der für eine Funktionsperiode von drei Jahren gewählt wird; an der Spitze stehen der Präsident und bis zu drei Vizepräsidenten (derzeitige Vizepräsidenten sind Astrid Müller, Robin Rumler und Bernhard Wittmann).
Die operative Leitung obliegt dem Generalsekretär, seit dem Jahr 2018 ist dies Alexander Herzog.
Der Verband versteht sich als zentrale, wettbewerbsneutrale Service-Einrichtung für ihre Mitgliedsunternehmen und deckt alle für die österreichische Pharmawirtschaft relevanten Themenfelder ab:
- Sozialversicherungsrecht
- Rahmen-Pharmavertrag
- Distribution
- Gesundheitsökonomie und Erstattung
- Herstellung und Qualitätssicherung
- Klinische Forschung
- OTC-Arzneimittel, Homöopathie, Phytopharmaka
- Pharmakovigilanz
- Plasmaproteine
- Seltene Erkrankungen
- Verhaltenscodex & Compliance
- Zulassung

Fachausschüsse und Arbeitskreise zu diesen Themenfeldern werden von den Mitgliedsunternehmen beschickt.